# Oncolit

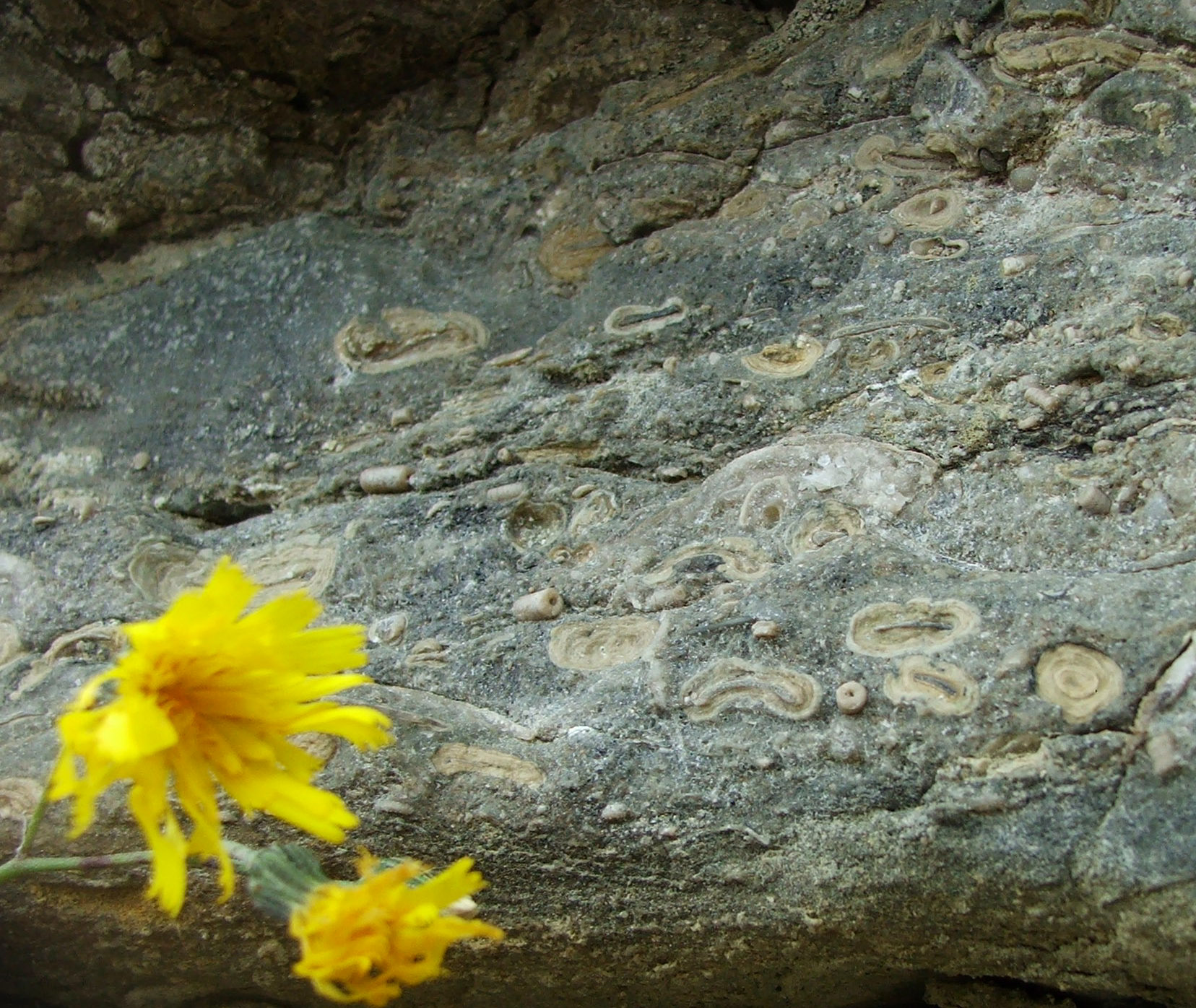
Đá hình hạch từ Đài hoa Burgsvik trở lên trên (Kỉ Silua) ở phía nam tỉnh Gotland, nước Thuỵ Điển. Đường kính của hoa lớn là 02 cm.

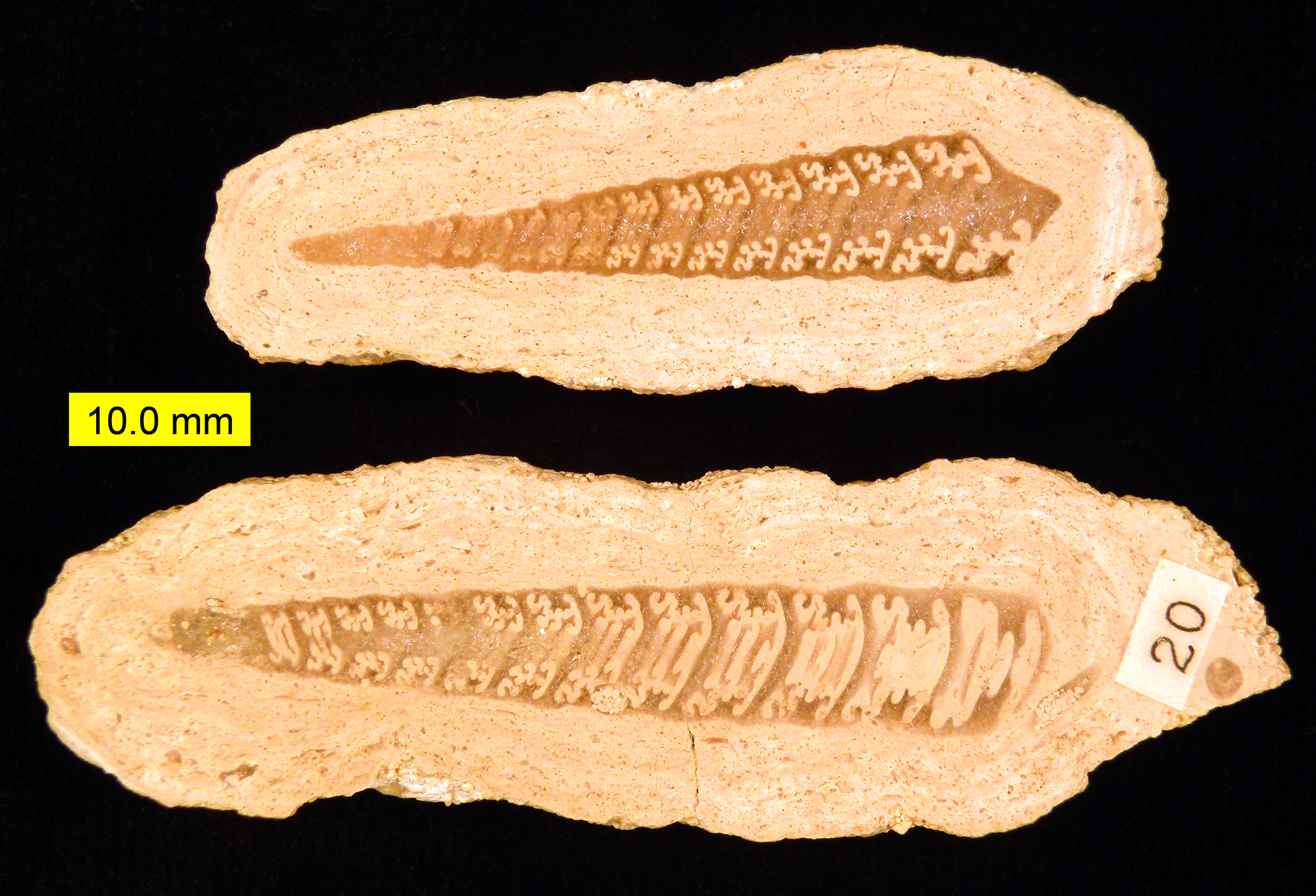
Đá hình hạch hình thành ở loài Bactroptyxis trachaea (ở vùng hành chính Normandie, nước Pháp) thuộc họ Nerineidae, lớp Chân bụng ở suốt thế Trung Jura.

Oncolit hay Đá hình hạch (chữ Anh: Oncolite, chữ Hán: 核形石, Hán - Việt: hạch hình thạch) là hạt hột được hình thành do loài tảo rỉ ra dịch keo sinh trưởng đồng thời tìm bắt và dính kết lại vật chất mạt vụn và chất điểm calci cácbônát, tăng chồng chất thêm ở vây quanh trung tâm hạch. Đá hình hạch là một chủng loại hạt bọc tảo, do hai bộ phận trung tâm hạch và vỏ bọc hợp thành, cũng có người gọi nó là "sự kết hạch của tro tảo". "Oncolite" từ này sớm nhất là do Albert Heim đề xuất vào năm 1916.